# جيل ستراتون
جيل ستراتون (بالإنجليزية: Gil Stratton)‏ هو ممثل أمريكي، ولد في 2 يونيو 1922 بنيويورك في الولايات المتحدة، وتوفي في 11 أكتوبر 2008 في الولايات المتحدة بسبب قصور القلب.

## أعمال

### أفلام
- (1953) المعسكر 17

## وصلات خارجية
- جيل ستراتون على موقع IMDb (الإنجليزية)
- جيل ستراتون على موقع ألو سيني (الفرنسية)
- جيل ستراتون على موقع أول موفي (الإنجليزية)
- جيل ستراتون على موقع قاعدة بيانات الأفلام السويدية (السويدية)
- جيل ستراتون على موقع إن إن دي بي (الإنجليزية)
- جيل ستراتون على موقع قاعدة بيانات الفيلم (الإنجليزية)
- جيل ستراتون على موقع كينوبويسك (الروسية)